# Ambroise-Auguste Liébeault
Ambroise-Auguste Liébeault, né à Favières (Meurthe) le 16 septembre 1823 et mort à Nancy le 18 février 1904, est un médecin français célèbre dans l'histoire de l'hypnose et du magnétisme animal.

## Biographie
Ambroise-Auguste Liébeault naît le 16 septembre 1823 à Favières (meurthe et Moselle), de parents exploitants agricoles. Dernier-né de la fratrie, il est voué à la prêtrise par ses parents, et entre au petit séminaire en 1838 à l'âge de 15 ans. Ce n'est qu'en 1844 qu'il s'inscrit à la faculté de médecine de Strasbourg où il est l'élève de Charles Schützenberger.
Vers 1848, encore jeune interne en chirurgie, il commence à s'intéresser au magnétisme animal. Il lit le Manuel pratique de magnétisme animal d'Alphonse Teste et prend connaissance du rapport de Husson déposé en 1831. Influencé par les magnétiseurs Charles Lafontaine et Jules Dupotet de Sennevoy, il commence à endormir des jeunes femmes. Il passe, le 7 février 1850, sa thèse de médecine, intitulée « Étude sur la désarticulation fémoro-tibiale » et la même année s'installe à Pont-Saint-Vincent à côté de Nancy comme médecin de campagne. Pendant dix ans, Liébeault interrompt ses expériences de magnétisme.
En 1864, il s'installe à Nancy comme guérisseur philanthrope, guérissant des enfants avec de l'eau magnétisée et par l'imposition des mains. Son intérêt pour le magnétisme animal a été ravivé par la lecture des travaux d'Eugène Azam et Alfred Velpeau qui ont introduit les théories de James Braid en France. Il apparaît comme un marginal à une époque où le magnétisme animal est complètement discrédité par l'académie lorsqu'il publie en 1866, dans l'indifférence générale, Du sommeil et des états analogues considérés surtout du point de vue de l'action du moral sur le physique. Il y fait état de notions théoriques et pratiques largement proches de celles des magnétiseurs du courant imaginationniste, tels l'abbé Jose Custodio da Faria, le médecin Alexandre Bertrand et François Joseph Noizet, qui niaient l'existence d'un fluide magnétique.
Ce n'est qu'en 1882 alors qu'il a déjà 59 ans, que le professeur Hippolyte Bernheim reconnaît son action et qu'ils participent à la fondation de l'École de Nancy, avec le juriste Jules Liégeois et le physiologiste Henri Beaunis : c'est l'« âge d'or » de l'hypnose en France (1882–1892). La renommée de l'École de Nancy se répand partout en Europe et Bernheim et Liébeault reçoivent de nombreuses visites dans les années 1880 : le pharmacien Émile Coué en 1885, le psychiatre suisse Auguste Forel en 1887, le mathématicien belge Joseph Delbœuf en 1888, le neurologue autrichien Sigmund Freud en 1889, le docteur Nicolas Dahl, qui adaptera ses méthodes à Moscou.

## Postérité
Un buste d'Ambroise-Auguste Liébeault s'élève au parc Olry.

## Œuvres
- Étude sur la désarticulation fémoro-tibiale, 1850, thèse de médecine, Strasbourg, no 205
- Du sommeil et des états analogues considérés surtout au point de vue de l'action du moral sur le physique,  Paris, Masson, 1866
- Ébauche de psychologie, 1873
- Étude du zoomagnétisme, 1883
- Confessions d'un médecin hypnotiseur, 1886
- Le sommeil provoqué et les états analogues, 1889
- Thérapeutique suggestive, son mécanisme, propriétés diverses du sommeil provoqué et des états analogues, 1891 — Sur les expériences de suggestion à distance menées avec Liégeois et Beaunis.